# Pleurobrachiidae
Pleurobrachiidae is een familie van ribkwallen uit de klasse van de Tentaculata.

## Geslachten
- Ceroctena C. Carré & D. Carré, 1991
- Hormiphora L. Agassiz, 1860
- Minictena C. Carre & D. Carre, 1993
- Moseria Ghigi, 1909
- Pleurobrachia Fleming, 1822
- Sabaudia Ghigi, 1909
- Tinerfe Chun, 1898